# Хай дзвенить свобода
«Хай дзвенить свобода» (англ. Let Freedom Ring) — науково-фантастичне оповідання Фріца Лайбера, вперше опубліковане журналом «Galaxy Science Fiction»  1950 року.
В збірку «Ніч вовка» включене під назвою «Вовча зграя».

## Сюжет
В суспільстві що відновилось після ядерної війни, об'єдналось під всесвітнім урядом, досягло технічних успіхів і вже 200 років не воювало; щоб не притуплювався «інстинкт смерті», кожні пару поколінь оголошували «війну».
Певній частці молодих чоловіків розсилались повістки, промисловість переналаштовувалась на воєнний лад і надалі армія, добровольці та ресурси планово знищувались у подіях близьких до бойових.
Коли молодому чоловіку Норму, який тільки збирався одружитись, надійшла повістка, він сильно засмутився.
Хоча його батьки, наречена Елісон та її брат Вілісоун, під дією пропаганди, переконували його виконати свій обов'язок.
Норм втікає з дому і зустрічає молоду жінку Дж'Квілвенс, яка приводить його до повстанців.
Повстанці, серед яких є міністр Гешифер і полковник Ф'Сібр дискредитують ідею «війни» і постаті керівників уряду.
На зустрічі Норм допомагає вбити шпигуна-невидимку уряду, ним виявляється Вілісоун.
Норм приєднується до повстанців, отримує посаду ад'ютанта Ф'Сібра і повертається до сім'ї.
Він безсоромно користується любов'ю батьків і Елісон, хоча потайки зустрічається з Дж'Квілвенс.
Повстанці розпускають чутки, що війна ведеться не чесно: в деяких «битвах» жертви приносяться не справжні, а символічні; а повістки присилають тільки політичним опонентам головнокомандувача М'Каслрі.
Перед вирішальною «битвою», в якій планується вбити всю армію підривом замінованих кораблів, повстанці задіюють план-хаос.
Щоб відновити лояльність армії, М'Каслрі з урядом раптово прибуває на флагманський корабель і приймає рішення приєднатись до «битви», що означає неминучу смерть для всіх урядовців.
Така самопожертва змушує Норма розкрити М'Каслрі плани заколотників по розмінуванню кораблів.
М'Каслрі арештовує повстанців.
Наступного дня Норм жалкує про своє рішення, арештовані телепатично звертаються до нього і він визволяє їх.
Гешифер здогадується про шизофренію М'Каслрі, який вважає себе Лінкольном.
Повстанці відволікають і арештовують його. В них залишається час на розмінування кораблів.